# Castronuovo di Sant’Andrea
Castronuovo   di Sant'Andrea község (comune) Olaszország Basilicata régiójában, Potenza megyében.

## Fekvése
A megye délnyugati részén fekszik. Határai: Roccanova, Teana, Chiaromonte, Calvera és San Chirico Raparo.

## Története
A település első említése 1125-ből származik Castra Castrorum néven. 

## Népessége
A népesség számának alakulása: 

## Főbb látnivalói
- Sant’Andrea-kápolna
- Santa Maria La Stella-templom (16. század)
- Santa Maria delle Grazie-templom
- Santa Maria delle Nevi-templom